# Räntefond
Räntefond är ett samlingsnamn för obligations-, penningmarknads- och likviditetsfonder. Korta räntefonder, som även kallas för likviditetsfonder eller penningmarknadsfonder, placerar i räntebärande värdepapper med en genomsnittlig löptid på högst 1 år. Långa räntefonder, som även kallas för obligationsfonder, placerar i räntebärande värdepapper med en genomsnittlig löptid på över 1 år. På grund av den kortare löptiden är risken lägre i korträntefonder än i långa räntefonder (obligationsfonder), samtidigt som möjligheten till högre avkastning ökar med obligationsfonder. Vissa obligationsfonder specialiserar sig mot företagsobligationer med låg och/eller hög kreditvärdighet. Ett annat namn för obligationsfonder med en större andel företagsobligationer är högräntefond.

## Korta räntefonder
Räntefonder med en löptid på mindre än ett år är den primära inriktningen för kortfristiga fonder. Kortfristiga fonder är mindre riskfyllda än långfristiga obligationer eftersom risken ökar ju längre en obligations löptid är. En konstant men måttlig vinst förutspås från dessa investeringar. De som vill spara pengar inom den närmaste framtiden kan dra nytta av att investera i kortfristiga fonder.

## Långa räntefonder
Att investera i långfristiga fonder, ofta kallade obligationsfonder, innebär att man köper tillgångar som har en löptid på mer än ett år i framtiden. Den långsiktiga räntemarknaden har större inverkan på dessa produkters resultat. Värdet på en fond fastställs mycket för fast ränta kan stiga eller sjunka beroende på förändringar i räntorna på marknaden.
När det gäller ett räntebärande värdepapper är det så att ju fler händelser man måste ta hänsyn till, desto längre tid finns det. Långsiktiga räntefonder är alltså mer riskfyllda än kortsiktiga räntefonder och lämpar sig bättre för långsiktigt sparande.

## Obligationsfonder för företag
Obligationer som emitterats av företag är fokus för obligationsfonder för företag. Med andra ord har de en lägre risknivå jämfört med aktiefonder. Det är bara det att de har en större risk än vanliga obligationsfonder eftersom företagsobligationer är mer riskfyllda.